# Java Rosenfarb
Java (transliteración al castellano de Chava) Rosenfarb (9 de febrero de 1923 – 30 de enero de 2011) (en yidis: חוה ראָזענפֿאַרב‎) fue una superviviente del Holocausto, ciudadana judío-canadiense, escritora de poesía y novelas en lengua yidis y una de las autores más destacadas de la literatura en yidis después de la Segunda Guerra Mundial. Rosenfarb comenzó a escribir poesía a la edad de ocho años.
Tras sobrevivir el Gueto de Lodz durante la ocupación de Polonia por la Alemania Nazi, Rosenfarb fue deportada a Auschwitz y luego enviada con otras mujeres a un campo de trabajo en Sasel (subcampo del campo de concentración de Neuengamme), donde construyó casas para los refugiados alemanes huidos por los bombardeos de Hamburgo. Hacia el final de la guerra fue enviada a Bergen-Belsen, donde cayó enferma de tifus en abril de 1945, lo que casi le costó la vida. Tras el final de la guerra, mientras aún estaba en Europa, Rosenfarb se casó con quien posteriormente sería un conocido activista canadiense en favor del aborto, el Dr. Henry Morgentaler, de quien se divorciaría en 1975. En 1950, el matrimonio emigró a Canadá. Morgentaler y Rosenfarb, embarazada de Goldie, su hija, emigraron desde Europa, aterrizando en Montreal en el invierno de 1950, a una recepción de escritores en yidis en la Estación Windsor.

## Carrera
Rosenfarb continuó escribiendo en yidis. Entre 1947 y 1965 publicó tres libros de poesía. En 1972, se publicó lo que se considera su obra maestra, Der boim fun lebn (דער בוים פֿון לעבן), una novela en tres volúmenes detallando sus experiencias en el Gueto de Lodz, que apareció traducido al inglés como El árbol de la vida. Sus otras novelas son Botshani (באָטשאַני), una precuela de El árbol de la vida, que fue publicado en inglés en dos volúmenes, Bociany (que significa cigüeña en polaco) y De Lodz y de amor; y Briv tsu Abrashen (בריוו צו אבראשען), o Cartas a Abraham.
Los lectores de Rosenfarb fueron reduciéndose a medida que la cultura yidis en el continente americano fue siendo erosionada y asimilada, por lo que recurrió a la traducción. Fue una colaboradora habitual de la revista literaria en yidis Di Goldene Keyt (די גאָלדענע קייט) – que traducida venía a significar, más o menos, "La Cadena de Oro" (refiriéndose a las Generaciones) – y que era editada en Tel Aviv por el poeta y superviviente del Gueto de Vilna Abraham Sutzkever, hasta que cerró. En 2004 se publicó una colección de sus cuentos traducidos al inglés, Supervivientes: siete historias cortas. En 1966 el Teatro Nacional de Israel, el Habimah, interpretó una de sus obras de teatro, El pájaro del gueto, a partir de una traducción al hebreo y, en 2012, la misma obra fue interpretada en Toronto, a partir de una traducción al inglés, por parte del  Theshold Theatre. En 2013 se publicó una selección de su poesía en inglés bajo el título El exilio al fin. La mayoría de los poemas fueron traducidos por la propia Rosenfarb.
En 2016 la editorial Xordica publicó Supervivientes el primer libro de Java Rosenfarb traducido al español, con un prólogo de su hija, Goldie Rosenfarb.

## Muerte y descendientes
Java Rosenfarb falleció el 30 de enero de 2011 en Lethbridge, Alberta. Su hija, Goldie Morgentaler, es profesora de literatura inglesa en la Universidad de Lethbridge, así como una destacada traductora literaria al inglés de la obra de su madre. Su hijo Abraham es médico en Boston y autor de varios libros sobre urología y salud del hombre.

## Premios y reconocimientos
Rosenfarb fue ganadora de múltiples premios literarios, incluyendo el Premio Itzik Manger, el más algo galardón de la literatura yidis concedido en Israel, así como el Premio al Libro Canadiense Judío y el Premio John Glassco de Traducción Literaria. Recibió un doctorado honoris causa por la Universidad de Lethbridge en 2006.

## Principales publicaciones
- Di balade fun nekhtikn vald די באלאדע פון נעכטיקן וואלד [La balada del bosque del ayer] (Londres, 1947)
- Dos lid fun yidishn kelner Abram דאס ליד פון דעם יידישן קעלנער אבראם [La canción del camarero judío Abram]
- Geto un andere lider געטא און אנדערע לידער [Gueto y otros poemas]
- Aroys fun gan-eydn ארויס פון גן-עדן [Fuera del Paraíso]
- Der foigl fun geto דער פויגל פון געטא [El pájaro del gueto] (1966)
- Der boim fun lebn (1972) [traducido al inglés como The Tree of Life - El árbol de la vida (University of Wisconsin Press, 2004)]
- Letters to Abrash.  Montreal Gazette, 7 de mayo de 1995 (=Briv tsu abrashen. Tel-Aviv, I. L. Peretz, Publ. House, 1992)
- Bociany באטשאני (Syracuse University Press, 2000)
- Of Lodz and Love (De Lodz y del amor) (Syracuse University Press, 2000)
- Suvivors: Seven Short Stories (Cormorant Books, 2005; ), traducido al español como Supervivientes (Xordica Editorial, Villanueva de Gállego, Zaragoza, España; trad. de Daniel Gascón)